# Tyrlaching
Tyrlaching – miejscowość i gmina w Niemczech, w kraju związkowym Bawaria, w rejencji Górna Bawaria, w regionie Südostoberbayern, w powiecie Altötting, wchodzi w skład wspólnoty administracyjnej Kirchweidach. Leży około 18 km na południe od Altötting, przy linii kolejowej Garching an der Alz – Salzburg.

## Polityka
Wójtem gminy jest Matthäus Maier, rada gminy składa się z 12 osób.
|      | Freie Wählerschaft | Razem |
| 2008 | 12                 | 12    |
| 2002 | 8                  | 8     |